# Angarsk
Angarsk (rusky Анга́рск) je město na jihovýchodní Sibiři. Patří do Irkutské oblasti Ruské federace.
Angarsk leží na řece Angaře a vede přes něj Transsibiřská magistrála. Má poměrně krátkou historii, bylo založeno coby průmyslové sídlo v roce 1948 a statut města dostalo 30. května 1951. Žije zde přibližně 217 tisíc obyvatel.
Ve městě funguje městská hromadná doprava v podobě místní tramvajové a autobusové sítě.
V Angarsku sídlí hokejový klub Jermak Angarsk, který hraje Všeruskou hokejovou ligu.
Angarsk a jeho okolí byly dějištěm zločinů Michaila Viktoroviče Popkova, známého také pod přezdívkou Angarský maniak, sériového vraha s největším počtem obětí v Rusku.